# Округ Гласкок (Тексас)
Округ Гласкок (енгл. Glasscock County) је округ у америчкој савезној држави Тексас. По попису из 2010. године број становника је 1.226.

## Демографија
Према попису становништва из 2010. у округу је живело 1.226 становника, што је -180 (-12,8%) становника више него 2000. године.
| Група             | 2000.       | 2010.       |
| Белци             | 955 (67,9%) | 825 (67,3%) |
| Афроамериканци    | 7 (0,5%)    | 15 (1,2%)   |
| Азијати           | 0 (0,0%)    | 1 (0,1%)    |
| Хиспаноамериканци | 420 (29,9%) | 378 (30,8%) |
| Укупно            | 1.406       | 1.226       |